# Kagondo
Kagondo är ett periodiskt vattendrag i Burundi.   Det ligger i provinsen Cankuzo, i den nordöstra delen av landet, 150 kilometer öster om huvudstaden Bujumbura.
I omgivningarna runt Kagondo växer huvudsakligen savannskog. Runt Kagondo är det ganska tätbefolkat, med 111 invånare per kvadratkilometer.